# Dusona abdominator
Dusona abdominator är en stekelart som beskrevs av Hinz 1985. Dusona abdominator ingår i släktet Dusona och familjen brokparasitsteklar. Inga underarter finns listade i Catalogue of Life.